# Santa Rosa (Kalifornia)
Santa Rosa, Sonoma megye központja az Amerikai Egyesült Államok Kalifornia államában.
2010-ben 167 815 lakosa volt. Santa Rosa a kaliforniai North Coast, Wine Country és a North Bay körzetek legnagyobb városa, a San Francisco Bay Area ötödik legnépesebb városa.

## Rövid történet
Az első európai telepesek az 1830-as évek elején jelentek meg a területen, később mexikói és spanyol bevándorlók telepedtek meg. Miután Kalifornia 1850-ben csatlakozott az Egyesült Államokhoz, a település fejlődésnek indult, 1870-ben már a nyolcadik legnépesebb város Kaliforniában. Az 1906-os földrengés lényegében lerombolta a teljes belvárost, de a lakosság nem szenvedett nagy veszteségeket. Ezután lassú, de biztos növekedés következett.
Santa Rosa növekedése a második világháború után gyorsult fel, a bevándorlással és a közeli települések beolvadásával. 1958-ban a United States Office of Civil and Defense Mobilization (az USA polgári és a védelmi mobilizációs hivatala) Santa Rosát regionális központnak jelölte ki. Ezt a szerepét 1972-ig töltötte be, amikor a polgári védelem 69 év után megszűnt, és helyette a Federal Emergency Management Agency (FEMA) (Szövetségi Vészhelyzetkezelő Ügynökség) jött létre. A városi tanács 1991-ben elfogadott egy távlati tervet, amelyben a város lakosainak számát 2020-ra 195 000 főre tervezték.

## Földrajz, éghajlat
A város Sonoma megyében található, teljes területe 108 négyzetkilométer, amiből a vízfelület csupán 0,6 négyzetkilométer. A város a  Santa Rosa-síkságon fekszik, a Santa Rosa Creek vízgyűjtő területén, amely a vizet a Hood Mountainből (Hood-hegység) kapja.
A klíma kellemes mediterrán jellegű, a nyári átlagos hőmérséklet 25 °C, a téli átlagos hőmérséklet 4 °C. Az évi átlagos csapadékmennyiség 773 mm.

## Földrengések
A város a Healdsburg-törésvonal közelében fekszik. A kutatások és az előrejelzések szerint 20% az esély, hogy 2030-ig egy 6,7-es erősségű földrengés éri a várost. 
Santa Rosát 1969-ben két, 5,6 és 5,7 erősségű földrengés sújtotta. Ezek voltak az 1906-os nagy földrengés óta a legerősebb rengések, az epicentrum 3 km-re volt a várostól. Közel 100 épület megrongálódott.

## Természet
A város környékén számos állatfaj figyelhető meg, köztük a királygém, nagy kócsag, hókócsag, bakcsó, szarvasfélék, vadpulyka, oposszum, róka, puma.
A városhoz közel három nemzeti park is található: az Annadel State Park, a Spring Lake County Park és a Howarth Park. Santa Rosa közelében nagy szőlőültetvények vannak.

## Oktatás, múzeumok, könyvtárak
A város számos felsőoktatási intézménnyel rendelkezik, pl. Empire College, Santa Rosa Junior College, Sonoma State University, University of San Francisco (USF) - Santa Rosa.
A városnak több nagy nyilvános könyvtára van, pl. a Sonoma County Library, a Sonoma County Public Law Library és a Santa Rosa Junior College könyvtára.
A város legjelentősebb múzeumai a Pacific Coast Air Museum, a Charles M. Schulz Museum, a Sonoma County Museum, a Luther Burbank Home and Gardens, és a California Indian Museum and Cultural Center.

## Gazdaság
A  Forbes magazin 2007-es Best Places For Business And Careers rangsorában a város visszacsúszott a korábbi 5. helyről a 185. helyre. A főbb okok: a vállalkozások költségeinek növekedése, a szakemberhiány és az ingatlanárak emelkedése.